# Krzysztof Jerzy Wielicki
Krzysztof Jerzy Wielicki (sinh ngày 5 tháng 1 năm 1950) là một vận động viên leo núi người Ba Lan. Ông chuyên vào kỹ thuật leo đến đỉnh các ngọn núi có độ cao từ 2000m trở lên. Ông được nhìn nhận như là một trong những nhà leo núi Ba Lan vĩ đại nhất trong lịch sử. Ông là người đàn ông thứ năm đã leo lên toàn bộ mười bốn đỉnh núi cao nhất (trên 8000m) của thế giới và là người đầu tiên leo lên cả 3 đỉnh Everest, Kangchenjunga và Lhotse thuộc dãy núi Himalaya trong cùng một mùa đông. Ông là thành viên của The Explorers Club.

## Thời thơ ấu[1]
Wielicki sinh ngày 5 tháng 1 năm 1950 tại Szklarka Przygodzicka, vùng Greater Poland (tỉnh Wielkopolskie) trong một gia đình theo nghề giáo.
Do có cha làm hiệu trưởng nên đời sống của ông có phần thoải mái hơn nếu so với các bạn đồng trang lứa ở vùng nông thôn phải lao động thêm ngoài giờ để phụ giúp gia đình.
Ông đã đã được cha mẹ gửi vào sinh hoạt Hướng Đạo Sinh để rèn tính tự lập.
Tuổi thơ của ông trôi qua êm đềm và bình yên. Ông có nhiều hoạt động ngoài trời và gần gũi với thiên nhiên.

## Bước đầu đến với leo núi[1]
Thời sinh viên, Wielicki học tại trường Đại Học Khoa Học và Công Nghệ Wroclaw (WUST) và tốt nghiệp khoa Điện Tử. Ông từng giữ chức chủ tịch Ủy Ban Du lịch của Hiệp Hội Sinh viên Ba Lan tại Khoa Điện Tử trường WUST.
Ông có nhóm bạn cùng học kỹ sư điện tử (gồm Wanda Rutkiewisz, Wojtek Kurtyka, Bogdan Jankowski) đều đam mê bộ môn leo núi. Họ tập luyện cùng nhau nhưng cả nhóm không có dụng cụ tốt và đồ nghề chuyên dụng. Họ tự học leo núi và tự chế dụng cụ phù hợp cho từng cá nhân.
Wielicki từng leo dãy núi Karkonosze vào mùa đông chỉ với một chiếc rìu tự chế vốn cắt ra từ một rễ cây trong rừng.
Kể từ năm 20 tuổi Wielicki mới bắt đầu liên lạc và tham gia sinh hoạt trong câu lạc bộ chuyên về leo núi Katowice.
Mùa leo núi đầu tiên của Wielicki là vào năm thứ 3 đại học. Đó là tháng 4 năm 1970, lúc này tại trường đại học là kì thi cuối khóa, tuy nhiên ông vẫn luyện tập và đã bị ngã trong một lần leo núi. Đây là tai nạn đầu tiên của ông trong bộ môn này. 3 đốt sống thắt lưng bị gãy. Ông đã được bó bột với hình dáng như một chiếc áo lót ép chặt từ ngực đến cổ. Thời điểm này cũng là lúc đám cưới của anh trai Wielicki. Để dự đám cưới và cũng muốn giấu mẹ chuyện leo núi bị chấn thương, Wielicki đã leo qua ban công và mái nhà để trốn khỏi bệnh viện. Sau đó ông dùng dao cắt nẹp thạch cao và ngụy trang bằng áo quần do bạn bè mang tới để dự đám cưới.

## Từ Sokoliki đếnDolomites
Tháng 5, 1970, Wielicki luyện tập leo núi tại Sokoliki, dịp này cũng lần đầu tiên ông sử dụng các móc khóa, bộ mấu và dây thừng. Đây được xem như địa điểm đánh dấu sự khởi đầu cho sự nghiệp leo núi chuyên nghiệp của ông.
Năm 1972, Wielicki lần đầu tiên tham gia một khóa huấn luyện leo núi và cắm trại mùa đông được dẫn dắt bởi Wanda Rutkiewicz.
Năm 1973, Wielicki đạt được thành tựu leo núi quốc tế lớn đầu tiên trong một lần cắm trại tại dãy núi Dolomites. Cùng với Bogdan Nowaczyk, Wielicki trở thành người đầu tiên hoàn tất tuyến đường Pháp - Ý lên đến đỉnh Punta Civetta (cao khoảng 2920m thuộc núi Civetta, dãy Dolomites) chỉ trong 1 ngày.
Cũng tại dãy Dolomites, ông gặp tai nạn nghiêm trọng thứ hai trong sự nghiệp.
Những phiến đá tảng đã rơi ngay vị trí của Wielicki. Mũ bảo hiểm dập nát và ông bị chấn thương vùng đầu. Trong một vài phút, ông hoàn toàn mất ý thức nhưng sau đó vẫn tiếp tục. Đoàn thám hiểm đã thiết lập được một tuyến đường mới đầy gian khó trong 1 ngày. Họ cắm trại ngay bên dưới đỉnh. Wielicki nhỏ từng giọt mồ hôi lẫn máu. Các đồng đội lạnh run cằm cặp và co rúm trên sườn núi. Vào buổi sáng, đoàn quyết định xuống núi. Bác sĩ của thị trấn đã khâu vết thương cho Wielicki và cấm ông leo núi. Nhưng đoàn không muốn lãng phí thời gian khi thời hạn còn 2 tuần nữa. Thế là họ lại tiếp tục leo Dolomites.

## Khác biệt trong văn hóa leo núi
Thời kỳ khi Ba Lan còn chịu ảnh hưởng bởi Nga, điều kiện xuất ngoại rất khó khăn. Việc đi lại giữa các nước ở Khối Phía Đông dễ dàng hơn. Do đó khi có cơ may ra nước ngoài luyện tập thì địa điểm của đoàn Ba Lan thường là dãy Caucasus. Còn ở trong nước là dãy Tatras.
Khi leo núi chưa được sự quản lý của chính quyền, vận động viên xin hộ chiếu như công dân bình thường. Thường mất khoảng 2 đến 3 tháng để xuất ngoại. Đến khi việc quản lý môn leo núi được đặt dưới Bộ Thể Thao, hộ chiếu thể thao ra đời. Từ đó việc xuất ngoại để leo núi trở nên dễ dàng hơn. Trong giai đoạn xin hộ chiếu khó khăn, cơ hội xuất ngoại đối với mỗi cá nhân như một đặc ân. Cũng bởi thế nên Wielicki luôn được vợ khuyến khích, tạo điểm tựa tâm lý thoải mái khi  phải xa gia đình. Wielicki có 3 người con (2 gái, 1 trai).
Trong một lần xuất ngoại, tại dãy Pamir, đội hình Ba Lan đã leo rất nhanh lên đỉnh Pik Komunizma (7495m). Họ leo theo đúng một tuyến đường dài với chỉ một lần dựng trại thay vì 3 lần theo điều kiện thông thường trước nay. Cách leo núi này của đoàn Ba Lan đã vô tình phá vỡ trình tự đã được thiết lập bởi người Nga. Sự giận dữ của người Nga đã khiến cho Wielicki hiểu được sự khác biệt trong văn hóa leo núi của 2 nước.
Chuyến leo núi lên đỉnh Hindu Kush (Afghanistan) vào năm 1977 mang ý nghĩa lớn đối với Wielicki. Tại đây một trong những vấn đề lớn nhất của leo núi là dây thừng cồng kềnh đã được ông và đồng đội hóa giải. Ông cũng đã có được kinh nghiệm quý báu khi sinh tồn trong điều kiện không có thức ăn và nước. Cùng với Alk Lwow và Jurek Pietkiewicz, Wielicki đã thiết lập một tuyến đường mới, leo theo kiểu Alpine đến đỉnh Kohe Shakawr (7084m). Dù bị thất lạc ba lô thức ăn giữa đường nhưng họ vẫn có thể sống sót trở về Trạm Căn Cứ sau 8 ngày.

## Thảm kịch 1979
Trong hành trình lên đỉnh South Annapurna (7219m) một loạt thảm kịch đã xảy ra.
Đoàn thám hiểm đặt ra một mục tiêu khó. Đó là thiết lập một tuyến đường mới đến đỉnh ở mạn Tây. Ngay ở đoạn đầu hành trình, Jozek Koniak bị siết cổ trên dây và qua đời. Đoàn lại còn bị thất lạc ba lô thức ăn và thiết bị. Các đồng đội đã dùng chiếc móc cuối cùng để cố định xác của Jozek vào một tảng đá. Đường xuống rất khó. Sau 4 ngày dò dẫm trên một địa hình không hề thân thuộc, đoàn đã về được đến Trạm Căn Cứ.
Một cuộc bình bầu được tiến hành. Số đông vẫn muốn tiếp tục hành trình.
Cùng với Kaziu Smieszko, Wielicki đã leo lên triền tây của South Annapurna. Zbyszek Czyzewski, một thành viên trẻ (18 tuổi) và rất tài năng của đoàn, gặp khó khăn trong việc thích nghi với sự thay đổi độ cao. Đoàn đã leo trong nhiều ngày ròng rã với nhiều lần cắm trại theo phong cách Alpine. Thời tiết xấu đi. Họ mắc kẹt trong khi chỉ cách đỉnh 200m. Zbyszek ngày càng trở nên yếu hơn. Đến lúc Zbyszek khỏe dần thì lại không thể tiếp tục di chuyển. Wielicki lúc này đã mất cảm giác về đôi bàn chân của mình. Một quyết định được đưa ra: tìm cách cố định, giữ an toàn cho Zbyszek. Còn Wielicki cùng với Smieszko thì tiếp tục tiến lên đỉnh núi. Sau khi lên đến đỉnh, cả hai trở về chỗ cũ trong 2 giờ rồi xuống núi theo đúng tuyến đường đã đi lên. Càng hạ độ cao thì Zbyszek càng lấy lại sức và hồi phục. Zbyszek đã về Trạm Căn Cứ trước cả 2 người.
Theo kế hoạch, đoàn chia thành hai nhóm. Nhóm của Wielicki sẽ xuống núi theo một tuyến đường dễ đi về phía bên kia của núi và được sự hỗ trợ của nhóm còn lại. Nhưng không có ai tại Trạm Căn Cứ. Mọi người biến mất không dấu vết. Có lẽ Julian Ryznara và Jurek Pietkiewicz, trưởng đoàn thám hiểm, đã bị chôn vùi sau một trận lở tuyết. Dù đã cố gắng tìm kiếm nhưng nhóm của Wielicki không thể tìm thấy thi thể.
Sau chuyến thám hiểm, Wielicki nằm viện 1 tháng rưỡi. Những ngón chân của ông do bị viêm (sưng, phồng rộp) nên đã phải cắt đi một phần.

## Vinh quang cho đất nước Ba Lan
Các vận động viên leo núi Ba Lan trong khoảng thời gian (1945 - 1975) ít có cơ hội luyện tập ở các địa hình núi cao bên ngoài Khối Phía Đông. Đến thập niên 1970 khi thế hệ của Wielicki bắt đầu sự nghiệp leo núi quốc tế thì ông cùng với những đồng đội của mình mới biết rằng tất cả các đỉnh núi cao nhất thế giới (trên 8000m) đều đã có người leo tới. Tại châu Âu, đỉnh của dãy Alps cũng đã có người leo tới vào mùa đông. Thế nên xuất phát từ ý tưởng của Andrzej Zawada (một nhà leo núi tiên phong người Ba Lan chuyên leo dãy Himalaya) muốn ghi tên quốc gia Ba Lan vào sử sách, những vận động viên leo núi Ba Lan đã chọn một hướng thể thao mạo hiểm hoàn toàn mới, chưa từng có tiền lệ, đó là leo lên các đỉnh của dãy Himalaya vào mùa đông.

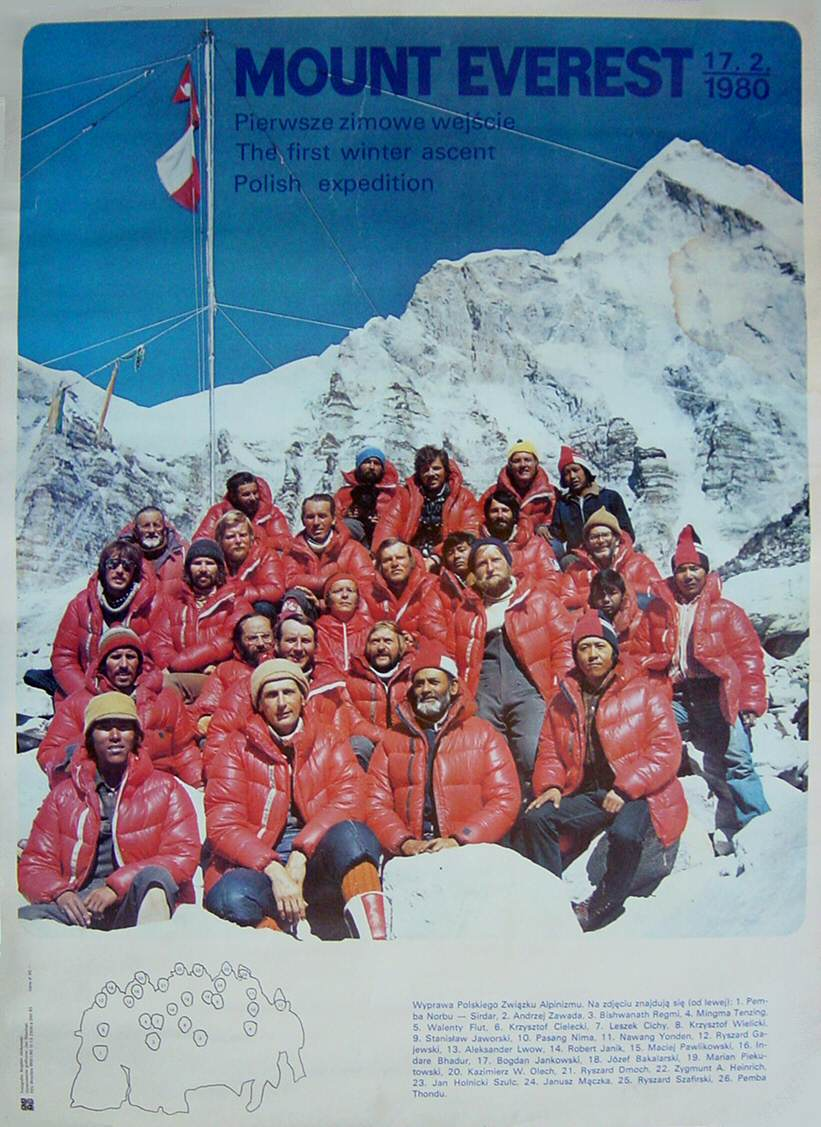
Đoàn thám hiểm Ba Lan trên đỉnh Everest mùa đông 1980 (ảnh: Bogdan Jankowski)

Khó khăn đầu tiên là thủ tục hành chính. Chính quyền địa phương tại các quốc gia Nepal và Pakistan không chấp thuận. Sau 5 năm nỗ lực ngoại giao, cuối cùng đoàn Ba Lan đã được phép nhập cảnh và leo núi. Zawada chọn ngay mục tiêu là đỉnh Everest. Vào thời điểm đó, đương nhiên là Zawada, Wielicki hay bất kỳ vận động viên Ba Lan nào cũng đều chưa từng có kinh nghiệm leo núi tại dãy Himalaya vào mùa đông. Wielicki đã tích lũy kinh nghiệm tại các dãy núi châu Âu. Trong khi đó, Zawada có nhiều kinh nghiệm tại Noshaq (đỉnh núi cao thứ hai của Hindu Kush, Afghanistan) vào mùa đông.
Vào ngày 17 tháng 2 năm 1980, với tư cách là một thành viên của đoàn thám hiểm quốc gia Ba Lan do Andrzej Zawada dẫn dắt, Wielicki và người đồng đội Leszek Cichy, đã trở thành người đầu tiên trên thế giới leo đến một đỉnh núi cao trên 8.000m vào mùa đông. Wielicki cũng trở thành người đầu tiên thực hiện các chuyến leo núi Everest, Kangchenjunga và Lhotse (3 trong số 4 ngọn núi cao nhất thế giới) thành công vào mùa đông.

## Vương miện Himalaya

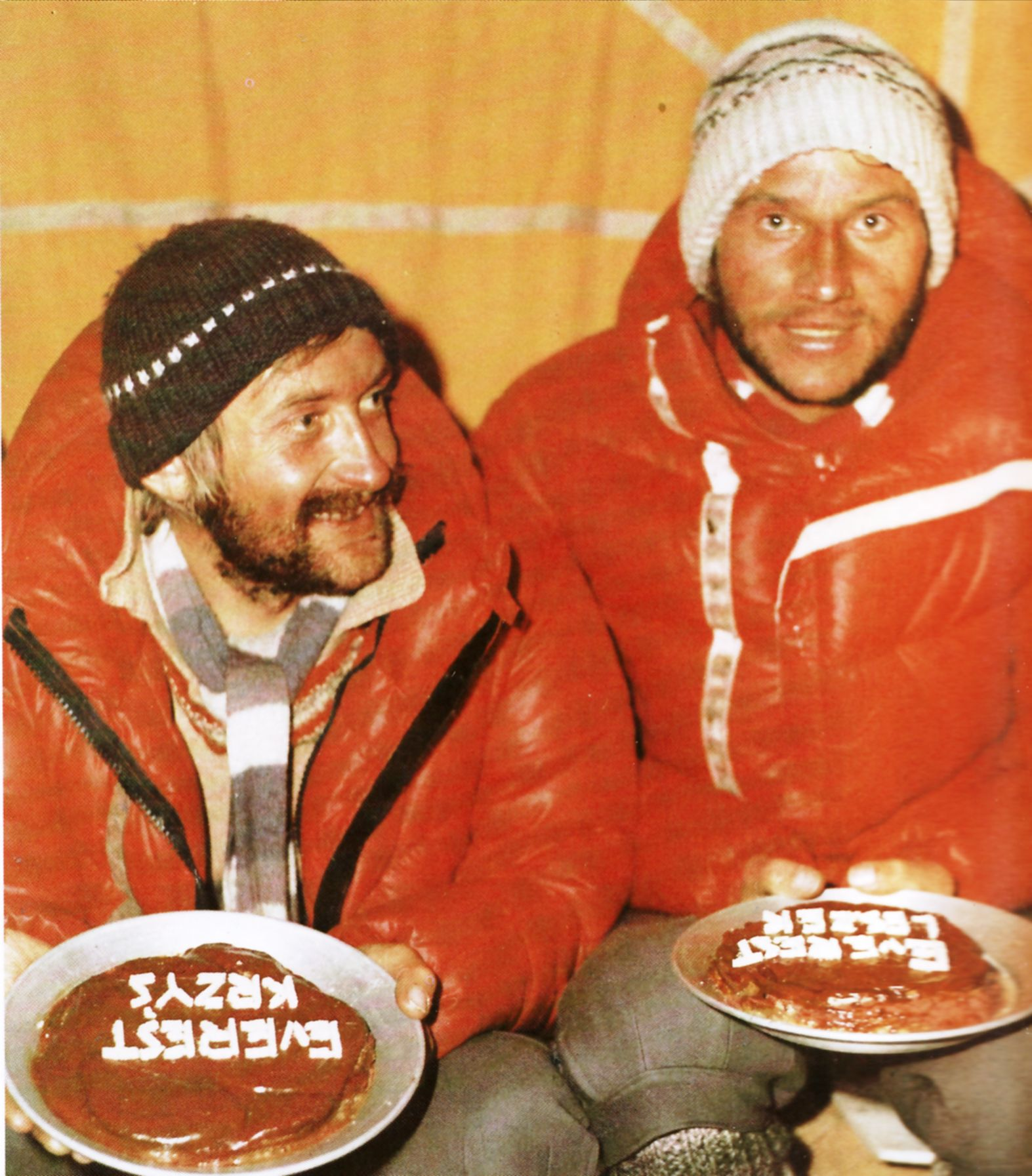
Wielicki và Cichy ăn mừng khi đã trở về Trạm Căn Cứ từ đỉnh Everest sau sự kiện 17.2.1980 (ảnh: Bogdan Jankowski)

Vốn đang làm công việc chuyên môn là một kỹ sư điện tử nhưng sau khi trở về từ chuyến đi lịch sử 1980, đã có một sự chuyển biến lớn trong nội tâm Wielicki. Đến 1983, Wielicki quyết định dừng công việc quản lý tại phòng thí nghiệm hệ thống máy tính ở nhà máy sản xuất xe hơi Tychy. Ông gia nhập Câu Lạc Bộ Leo Núi Katowice để chuyên tâm phát triển sự nghiệp của một vận động viên leo núi.
Ngoài thì giờ dành cho luyện tập trong nước và xuất ngoại, Wielicki cũng như các thành viên trong câu lạc bộ tự tiếp thị bản thân và nhận làm công việc sơn ống khói cho các công trình cao tầng để có nguồn thu nhập nuôi gia đình và trang trải cuộc sống. Thông thường để sơn các tòa nhà cao cần lập giàn giáo. Việc này mất khoảng 3 tháng. Với Wielicki và các cộng sự, họ leo lên, sơn, và leo xuống chỉ bằng dây thừng. Vì thế thời gian chỉ mất 1 tuần. Đây cũng là dạng việc theo thời vụ nên họ có thêm quỹ thời gian trong năm cho việc leo núi. Ngày nay vẫn có thể nhìn thấy dấu tích công việc của Wielicki. Ông đã sơn nhà máy luyện thép Katowice, nhà máy khoáng sản, sản xuất băng chuyền, các ống khói nhà máy cấp nhiệt, tháp nước... khắp vùng Silesia, từ Trzebinia cho đến Zabrze.
Để có thêm tiền cho các chuyến đi leo núi đôi lúc Wielicki còn bán các vật dụng cá nhân. Có thời điểm Wielicki từng sang tận Alaska (Hoa Kỳ) làm công việc rút ruột cá để cải thiện thu nhập.
Một cách nữa để trang trải chi phí (quy đổi đồng dollar Mỹ) cho những lần leo núi ở nước ngoài đó là trao đổi hàng hóa để lấy tiền. Wielicki đổi thiết bị tự chế và nhất là thức ăn lấy dollar Mỹ với các đoàn thám hiểm khác để có ngoại tệ chi trả tại các nước Nepal, Pakistan và Ấn Độ.
1984, Wielicki đã leo đến đỉnh Broad Peak trong một chuyến thám hiểm một mình và trở thành người đầu tiên trong lịch sử đạt tới độ cao 8.000m tính từ một Trạm Căn Cứ trong vòng 24 giờ. Ông đã leo đến đỉnh trong 16,5 giờ và quay về Trạm Căn Cứ trong vòng chưa đầy 6 giờ. Những đồng nghiệp tại Trạm đã đặt cho ông biệt danh là "Ngựa Trời" sau thành công này.
Năm 1986, cùng với Jerzy Kukuczka, Wielicki trở thành người đầu tiên trong lịch sử leo đến đỉnh Kangchenjunga (8586m) vào mùa đông.
Năm 1988, Wielicki leo đến đỉnh Lhotse (8516m) vào mùa đông một mình (solo). Đây là lần đầu tiên và duy nhất có một người chinh phục đỉnh núi ở ngưỡng 8.000m một mình vào mùa đông. Đáng kể là trong hành trình kể từ Trạm 3 ông đã không dùng bình oxy và lúc này trong người vẫn còn đang nẹp cố định vì chấn thương cột sống.
Wielicki cũng đã leo lên Dhaulagiri và Shishapangma một mình để thiết lập các tuyến đường mới.
Wielicki cũng đã một mình leo lên Gasherbrum II và Nanga Parbat, một kỳ tích chỉ được chứng kiến bởi một vài người chăn cừu Pakistan. Ông đã tham gia rất nhiều cuộc thám hiểm trên K2 (đỉnh cao thứ nhì thế giới, thuộc bộ ba Himalaya).
Năm 1996, Wielicki đã thực hiện một chuyến leo núi dọc theo mạn phía bắc của dãy Himalaya cùng với hai nhà leo núi người Ý.
Cũng trong năm 1996, với việc đạt đến độ cao 8126m của đỉnh Nanga Parbat, ông trở thành người thứ 5 trong lịch sử hoàn tất việc leo đến toàn bộ 14 đỉnh trên 8.000m của thế giới (còn được gọi là “Vương miện Himalaya”. Tính tổng, ông đã trải qua 15 lần trong 16 năm khởi đầu từ 1980 cho đến 1996 để đạt thành tích này.
Ở thử thách tại Nanga Parbat (còn được gọi là "Núi Tử Thần”’), Wielicki đã thực hiện theo phong cách solo. Nghĩa là ông tự mang thiết bị, thức ăn, lều bạt và hoàn toàn đơn độc. Không có một ai khác tại ngọn núi lúc bấy giờ. Ông chưa từng biết tới ngọn núi này, cũng không hề biết đường lên đỉnh. Trong một điều kiện thời tiết thuận lợi, ông đã hoàn thành việc lên đến đỉnh trong vòng 8 ngày, đây có lẽ một trong những quãng thời gian lên đỉnh ngắn nhất trong lịch sử. Trải qua tại Nanga Parbat được Wielicki xem là “thành tựu lớn nhất với tư cách cá nhân” trong sự nghiệp của ông.

## Tóm lược[7]hành trình lên 14 đỉnh
| Năm        | Đỉnh Núi         | Độ cao (metres) | Cách leo |
| ---------- | ---------------- | --------------- | --- |
| 17.2.1980  | Everest          | 8848            | tuyến đường thông thường từ Nepal, người đầu tiên leo lên đỉnh (trên 8000m) vào mùa đông, cùng với Leszek Cichy                     |
| 14.7.1984  | Broad Peak       | 8051            | người đầu tiên hoàn tất việc leo lên đỉnh (trên 8000m) chỉ trong 1 ngày, leo một mình                                               |
| 20.10.1984 | Manaslu          | 8163            | lập tuyến đường mới trên mặt Đông Nam, cùng với Aleksander Lwow                                                                     |
| 11.1.1986  | Kangchenjunga    | 8586            | tuyến đường thông thường, người đầu tiên leo lên đỉnh vào mùa đông, cùng với Jerzy Kukuczka                                         |
| 24.9.1986  | Makalu           | 8485            | phá cách trên tuyến Pháp, triền Tây Nam và mặt Bắc, theo phong cách Alpine, cùng với Marcel Rüedi                                   |
| 31.12.1988 | Lhotse           | 8516            | tuyến đường thông thường, mặt Tây, người đầu tiên leo lên đỉnh một mình vào mùa đông                                                |
| 24.4.1990  | Dhaulagiri       | 8167            | lập tuyến mới ở mặt Đông, từ Trạm Căn Cứ lên đỉnh trong 16 giờ, một mình                                                            |
| 21.10.1991 | Annapurna Massif | 8091            | tuyến Anh (Bonington) ở mặt Nam, cùng với Bogdan Stefko                                                                             |
| 1992       | Manaslu          | 8163            | tuyến đường thông thường, cùng với Marco Bianchi, Christian Kuntner                                                                 |
| 18.9.1993  | Cho Oyu          | 8201            | tuyến đường Ba Lan, cùng với Marco Bianchi                                                                                          |
| 7.10.1993  | Shishapangma     | 8027            | lập tuyến đường mới ở mặt Nam, leo đến đỉnh trong 24 giờ, một mình                                                                  |
| 9.6.1995   | Gasherbrum II    | 8035            | tuyến đường thông thường, một mình                                                                                                  |
| 15.6.1995  | Gasherbrum I     | 8080            | tuyến đường Nhật Bản, từ Trạm Căn Cứ lên đỉnh trong 30 giờ, phong cách Alpine, cùng với Jacek Berbeka, Carlos Carsolio, Ed Viesturs |
| 10.8.1996  | K2               | 8611            | tuyến đường Nhật Bản, cùng với Marco Bianchi, Christian Kuntner                                                                     |
| 1.12.1996  | Nanga Parbat     | 8126            | tuyến đường Kinshofer, một mình |
| 26.6.2006  | Gasherbrum II    | 8035            | cùng với Rafał Fronia, Robert Jucha, Paweł Podsiadło, Krzysztof Wielicki, Zbigniew Zimniewicz                                       |

## Dẫn dắt thế hệ tiếp theo
Nghề sơn công trình cao tầng với Wielicki cũng là một hình thức rèn luyện cho việc leo núi. Mỗi năm, ông đều dành thời gian luyện tập thực địa chẳng hạn như tại các ngọn núi cao trên 6000m ở Pakistan. Tuy nhiên, khi càng có tuổi, việc leo núi càng trở nên nguy hiểm. Trong sự nghiệp, ông đã 2 lần gãy cột sống. Hai lần khác ông bị phiến băng chém vào người. Vết chém có thể chữa bằng phẫu thuật thẩm mỹ. Nhưng chấn thương cột sống để lại những di chứng rất nghiêm trọng. Do điều kiện tuổi tác và chấn thương, về sau ông chọn các hình thức luyện tập ngoài trời khác như trượt tuyết, đạp xe. Ở phương diện xã hội, ông hoạt động tích cực ở lĩnh vực thể thao và du lịch.
Thập niên 2000, ở độ tuổi 50 Wielicki dần chuyển sang công tác hướng dẫn và giữ vai trưởng đoàn tổ chức các đợt thám hiểm cả mùa đông và mùa hè. 
Wielicki đã dẫn dắt một đoàn thám hiểm Ba Lan lên đỉnh K2 vào mùa đông 2002-2003. Denis Urubko, một thành viên của đoàn đã đạt tới độ cao 7659m ở Triền Bắc. Tuy nhiên, đoàn đã phải trở xuống vì lý do giải cứu cho một thành viên khác (Marcin Kaczan).
Wielicki tiếp tục nhắm đến các đỉnh trên 8000m khi tiếp tục dẫn một đoàn thám hiểm khác lên đỉnh Nanga Parbat (2006-2007). Nhưng lần này cũng lại là một sự thất vọng khi cả đoàn phải trở xuống vì điều kiện thời tiết không thuận lợi.
Vào mùa đông năm 2013, Wielicki đã dẫn đầu một đoàn thám hiểm hướng đến Broad Peak. Vào ngày 5 tháng 3, Adam Bielecki, Artur Małek, Maciej Berbeka và Tomasz Kowalski đã trở thành những người đầu tiên trong lịch sử leo lên đỉnh núi này vào mùa đông. Tuy nhiên Berbeka và Kowalski đã qua đời trên đường xuống núi.
Vào mùa đông năm 2018, ông tiếp tục dẫn dắt một cuộc thám hiểm khác hướng đến đỉnh K2. Sau khi nhận được cuộc gọi từ 2 vận động viên leo núi khác đang gặp nguy hiểm tại Nanga Parbat, đoàn của ông đã dừng lại hành trình và chuyển sang công tác cứu nạn.
Wielicki hiện đang điều hành công việc kinh doanh của riêng mình, với công ty K2 Sport Wielicki, chuyên về thiết bị leo núi ở Tychy, gần Katowice.

## Sự công nhận
Năm 2001, Wielicki nhận được Giải thưởng Lowell Thomas do The Explorers Club (Mỹ) trao tặng.
Năm 2003, Wielicki đã được trao tặng Huân Chương Commander's Cross Polonia Restituta vì những thành tích xuất sắc của ông trong lĩnh vực leo núi và phổ biến môn thể thao leo núi.
Năm 2014, Wielicki được vinh danh bằng một ngôi sao tại Đại Lộ Danh Vọng (Aleja Gwiazd Sportu) tại Władysławowo.
Năm 2015, Wielicki được trao tặng Huy chương Đại học Khoa học và Công nghệ Wrocław vì những thành tích trong lĩnh vực leo núi.
Năm 2017, Liên minh Thiên văn Quốc tế (International Astronomical Union) đã phê duyệt tên của tiểu hành tinh được Vincenzo Silvano Casulli phát hiện là 173094 Wielicki để vinh danh nhà leo núi người Ba Lan.
Năm 2018, Wielicki cùng với Reinhold Messner đã nhận được Giải thưởng Công chúa của Asturias (Tây Ban Nha) trong hạng mục Thể Thao.
Tháng 9.2019, Wielicki được trao giải Chiếc Rìu Vàng (Piolet d'Or, hạng mục Thành tựu Trọn Đời, Pháp). Ông là người Ba Lan thứ hai sau Wojciech Kurtyka đạt được giải thưởng được xem là danh giá nhất thế giới ở bộ môn leo núi.
Cùng với những đồng đội hay những nhà leo núi Ba Lan cùng thời như Wanda Rutkiewicz, Leszek Cichy, Andrzej Czok, Jerzy Kukuczka v.v… Wielicki đã khiến thế giới thán phục, ngưỡng mộ và thường được gọi với biệt danh “những chiến binh băng”  (“Ice Warriors”).

## Viết hồi ký[6]
12.1.2022, Wielicki ra mắt tự truyện nhan đề “Solo. Moje samotne wspinaczki” (“Solo - Những lần một mình leo núi của tôi”). Sách dài 234 trang gồm 13 chương, mỗi chương có tiêu đề là tên một cảm xúc.
Sách khởi đi từ sự kiện Wielicki là trưởng đoàn thám hiểm lên đỉnh K2 vào mùa đông năm 2018. Việc leo đỉnh không thành công ở lần này là tiền đề để nội dung sách được phát triển và dần tập trung vào 5 lần leo đến đỉnh Broad Peak, Lhotse, Dhaulagiri, Shishapangma, Nanga Parbat (dãy Himalaya) hoàn toàn một mình của ông. Đây là lần đầu tiên trong thị trường xuất bản tại Ba Lan có một quyển sách khai thác đề tài kỹ thuật leo núi và tâm lý người vận động viên theo phong cách solo.
Một số quyển sách khác viết bằng tiếng Ba Lan và sách dịch sang ngôn ngữ khác của Wielicki:
- “Rozmowy o Evereście” (Leszek Cichy x Krzysztof Wielicki x Jacek Żakowski - phỏng vấn, 1982)
- “Crown Of Himalaya 14 x 8000” (Krzysztof Wielicki x Jerzy Kopacz - chuyển ngữ, tiếng Anh, 1997)
- “La corona dell'Himalaya”  (Krzysztof Wielicki x Mario Corradini - biên tập, tiếng Ý, 2010)
- “Mount Everest biznesu” (Krzysztof Wielicki x Zbigniew Kowalski x Marcin Renduda, 2012)
- “La couronne de L'Himalaya” (Krzysztof Wielicki x Jean-Philippe Guigou - chuyển ngữ, tiếng Pháp, 2012)
- “Krzysztof Wielicki - mój wybór. Wywiad-rzeka” (Krzysztof Wielicki x Piotr Drożdż - phỏng vấn, 2015, 2 tập)
- “Jeden dzień z zycia” (Krzysztof Wielicki, 2018)
- “La mia scelta: Vita e imprese di una leggenda dell'alpinismo polacco” (Krzysztof Wielicki x Marco Albino Ferrari - biên tập x Piotr Drozd x Luca Calvi - chuyển ngữ, tiếng Ý, 2019)
- “Wielicki: Mi elección” (Krzysztof Wielicki, Beata Rozga - chuyển ngữ, tiếng Tây Ban Nha, 2019)
- “Frammenti d'alpinismo” (Krzysztof Wielicki,  Luca Calvi - chuyển ngữ, tiếng Ý, 2022)

## Truyện tranh
Năm 2013, nhà làm phim tài liệu và biên kịch Jerzy Porebski (Pháp) đã phát hành quyển truyện tranh có tựa “Les guerriers de l'Everest” (Jan Gogola x Jerzy Porebski x Bernadette McDonald, Marek Berger - minh họa, tiếng Pháp). Tập truyện dựa trên nhật ký thám hiểm của Wielicki.

## Phim
Wielicki đã góp mặt trong bộ phim tài liệu của đạo diễn Fulvio Mariani có tựa “Lhotse, l'Année Noire du Serpent”. Bộ phim này ghi lại những nỗ lực của hai cuộc thám hiểm dãy Himalaya vào năm 1989. Một do Reinhold Messner dẫn đầu và một do Jerzy Kukuczka dẫn đầu để chinh phục bức tường phía nam của Lhotse (8511m). Wielicki là một thành viên trong nhóm thám hiểm đầu tiên cùng với Artur Hajzer và Hans Kammerlander. Cả hai nỗ lực đều thất bại, lần thứ hai không may là bi kịch, với cú ngã chí mạng của Jerzy Kukuczka. Phim ghi hình năm 1989, có thời lượng 50 phút, bản màu được phục dựng hoàn toàn và phát hành năm 2017.